# Jaquel Spivey
Jaquel Spivey, född 13 november 1998 i Raleigh, North Carolina, är en amerikansk skådespelare.
Spivey har medverkat i flertal teateruppsättningar. Bland annat har han medverkat i A Strange Loop från 2022 där han blev nominerad till Tony Award för bästa skådespelare i en musikal. Han har även medverkat i nyinspelningen av filmen Mean Girls som är baserad på musikalen med samma namn.

## Filmografi (i urval)
- 2024 – Mean Girls